# Samuel Beckett

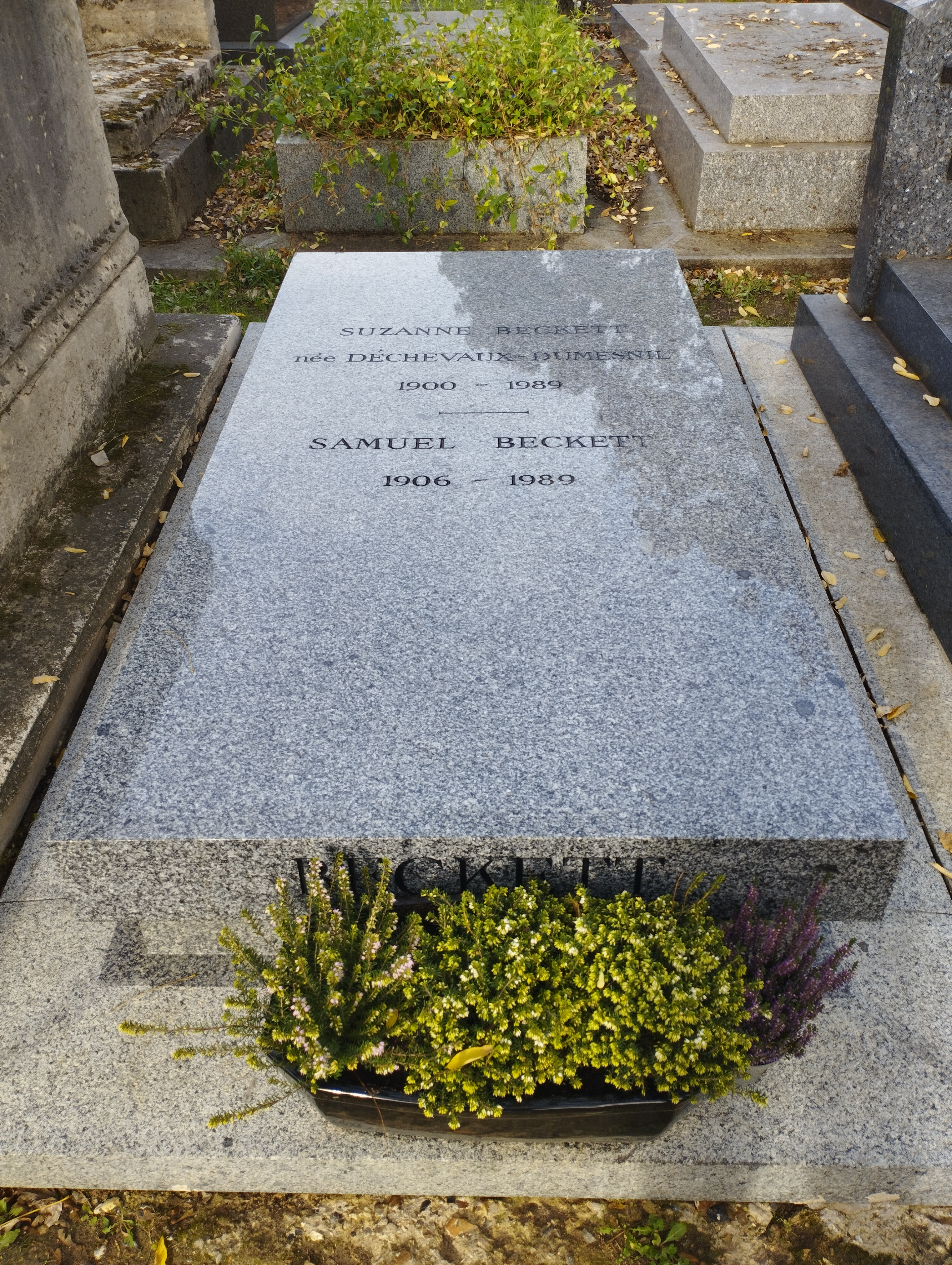
Grób pisarza na paryskim cmentarzu Montparnasse (2022)

Samuel Barclay Beckett (ur. 13 kwietnia lub 13 maja 1906  w Foxrock, zm. 22 grudnia 1989 w Paryżu) – irlandzki dramaturg, prozaik i eseista, tworzący początkowo w języku angielskim, a od 1945 – francuskim. Jeden z twórców teatru absurdu. Jego powieści są pozbawiane tradycyjnej narracji, utrzymane w klimacie skrajnego pesymizmu i podkreślające bezsens ludzkiej egzystencji. Laureat Nagrody Nobla w dziedzinie literatury za rok 1969.

## Życiorys
Urodził się na przedmieściach Dublina w rodzinie protestanckiej, jednak w dorosłym życiu stał się agnostykiem. Studiował filologię romańską w Trinity College, gdzie potem przez jakiś czas wykładał, jednak Irlandia, atmosfera domu rodzinnego, potem zaś śmierć ojca (1933) doprowadziły go do depresji nerwowej i ostatecznie osiadł w Paryżu. Brał czynny udział we francuskim ruchu oporu. W 1969 został uhonorowany literacką Nagrodą Nobla, której nie odebrał osobiście.
Postać ojca pojawia się w jego utworach mityzowana lub nawet deifikowana, matka zaś w kontekście gorzkim i ironicznym (w życiu była zimną bigotką).
Na studiach Becketta fascynowała filozofia: Kartezjusza, George’a Berkeleya, Henriego Bergsona, Arthura Schopenhauera, Giambattisty Vica; klasyka francuska i włoska, poezja francuska takich poetów jak: Charles Baudelaire, Arthur Rimbaud, Guillaume Apollinaire, Marcel Proust. Inspirował się także twórczością Dantego. Był sekretarzem i pomocnikiem Jamesa Joyce’a.
Beckett swoje dzieła tłumaczył z angielskiego na francuski i odwrotnie. Tłumaczenia te były dość swobodne, w związku z czym różne wersje językowe zawierają pewne różnice. Zadebiutował na scenie w 1953, sztuką Czekając na Godota. Oprócz sztuk teatralnych pisał słuchowiska radiowe, spektakle telewizyjne, a nawet scenariusz filmowy. Niektóre sztuki reżyserował samodzielnie.
Był bardzo aktywny społecznie oraz politycznie – występował przeciwko totalitaryzmowi; ostro przeciwstawiał się prześladowaniom politycznym na świecie; wspierał także więźniów politycznych. Nie wyrażał zgody na wystawienie swoich sztuk w Republice Południowej Afryki w czasach apartheidu; protestował także przeciwko wprowadzeniu stanu wojennego w Polsce.
W twórczości zajmowały go głównie kwestie egzystencjalne, problemy etyczne i poznawcze. Bohaterowie jego dzieł zadają sobie pytania zasadnicze o sens życia oraz o miejsce człowieka na ziemi (podobnie jak u Alberta Camusa, czy Antona Czechowa).

## Dzieła
- Sztuka bez Aktu (z butelką)
- Whoroscope (1930)
- Proust (1931)
- Sen o kobietach pięknych i takich sobie (1932)
- Murphy (1938)
- Watt (1953)
- Molloy (1951)
- Malone umiera (1951)
- Nienazywalne (1953)
- Bez (1969)
- także nowele (polskie wydanie 1973)
- Towarzystwo (1980)

### Dramaty
- Eleuteria (1947)
- Czekając na Godota (1952)
- Akt bez słów I (1956)
- Akt bez słów II (1956)
- Końcówka (1957)
- Ostatnia taśma (1958)
- Szczęśliwe dni (1961)
- Komedia (1964)
- Przychodzić i odchodzić (1965)
- Oddech (1970)
- Nie ja (1973)
- Fragment dramatyczny I (1974)
- Wtedy gdy (1976)
- Kroki (1976)
- Fragment dramatyczny II (1976)
- Partia solowa (1979)
- Kołysanka (1981)
- Impromptu „Ohio” (1981)
- Katastrofa (1982)
- Co gdzie (1983)